# 이반 트리치코프스키
이반 트리치코프스키(마케도니아어: Иван Тричковски, Ivan Trichkovski, 1987년 4월 18일 ~ )는 북마케도니아의 축구 선수로 현재 키프로스 1부 리그의 AEK 라르나카 FC에서 활동 중이다.